# Camptosaurus
Camptosauridae
Famille
Genre
Espèces de rang inférieur
- Camptosaurus hoggii Owen, 1874
- Camptosaurus dispar Marsh, 1879 (espèce type)
- Camptosaurus prestwichii Hulke, 1880

Synonymes
- Brachyrophus

Camptosaurus (ou « lézard tordu » ou « lézard courbé » à cause des os courbés de ses cuisses) était un genre de dinosaures de l'ordre des ornithischiens, du sous-ordre des ornithopodes et de la famille des camptosauridés.

## Description
Cramptosaurus mesurait 6 mètres de long et pesait 800 kilos, il vivait au Jurassique supérieur (il y a environ -156 à 144 millions d'années), en Angleterre, en France et aux États-Unis.
Il pouvait facilement se nourrir avec les végétaux coriaces qui poussaient au Jurassique supérieur et au Crétacé inférieur. Sa mâchoire inférieure comptait de nombreuses rangées de dents rugueuses idéales pour broyer et déchiqueter la végétation.
Il était un animal plutôt massif, car il avait un gros estomac pour digérer l'énorme quantité de feuilles, de racines et de branches qu'il mangeait. Il avait de longues pattes postérieures robustes, des pattes antérieures plutôt courtes et il marchait dressé sur ses pattes postérieures, car ses pattes antérieures n'étaient pas assez robustes pour marcher, mais les os de ses poignets pouvaient supporter son poids. Il pouvait ainsi se pencher et s'appuyer sur ses pattes antérieures quelques instants pour manger des plantes poussant à ras du sol. Il se dressait également sur ses pattes postérieures pour croquer les pousses juteuses à la cime des arbres. Sa longue queue très lourde lui servait alors à s'équilibrer. Son seul moyen de défense était la fuite. Son dos était, par ailleurs, maintenu par des tendons ossifiés.